# Półpalczyk turecki
Półpalczyk turecki, gekon turecki (Hemidactylus turcicus) – gatunek gada z rodziny gekonowatych (Gekkonidae).

## Zasięg występowania
Półpalczyk turecki występuje w południowej, południowo-wschodniej i wschodniej części Półwyspu Iberyjskiego, południowej Francji, na północno-wschodnim wybrzeżu Adriatyku, Półwyspie Bałkańskim, a także na wyspach Morza Śródziemnego i Egejskiego. Występuje też w Afryce Północnej, Azji Mniejszej, krajach Lewantu po północno-zachodnią część Półwyspu Arabskiego. Został zawleczony na Wyspy Kanaryjskie i do Ameryki Północnej – od południa USA po Amerykę Środkową.

## Wygląd
Ubarwienie gekona jest zmienne, zależy od środowiska i nastroju zwierzęcia. Zazwyczaj waha się od brązowo-różowego po żółty. Na grzbiecie brązowy wzór, ogon paskowany. Brzuch jasny, białawy. Łuski drobne, pomiędzy nimi znajdują się rzędy dużych tarczek. Ciało smukłe, na palcach znajdują się przylgi umożliwiające zwierzęciu wspinanie się po stromych powierzchniach.
Średnie wymiary
- Długość ciała – do 12,5 cm.

## Biotop
Żyje w wielu różnorodnych siedliskach, zarówno na nizinach, jak i w górach. Może zamieszkać w pobliżu siedzib ludzkich.

## Tryb życia
Nocny, lądowy tryb życia.

## Pożywienie
Żywi się owadami i pajęczakami, rzadko zjada małe jaszczurki. Czasem korzysta ze sztucznych źródeł światła, by łowić zwabione blaskiem owady.

## Rozmnażanie
Zwierzę rozmnaża się od kwietnia do sierpnia. Samica składa 2–3 jaja w szczelinach i zagłębieniach skalnych. Młode wykluwają się po 37–45 dniach.